# ما قبل التاريخ بالسويد

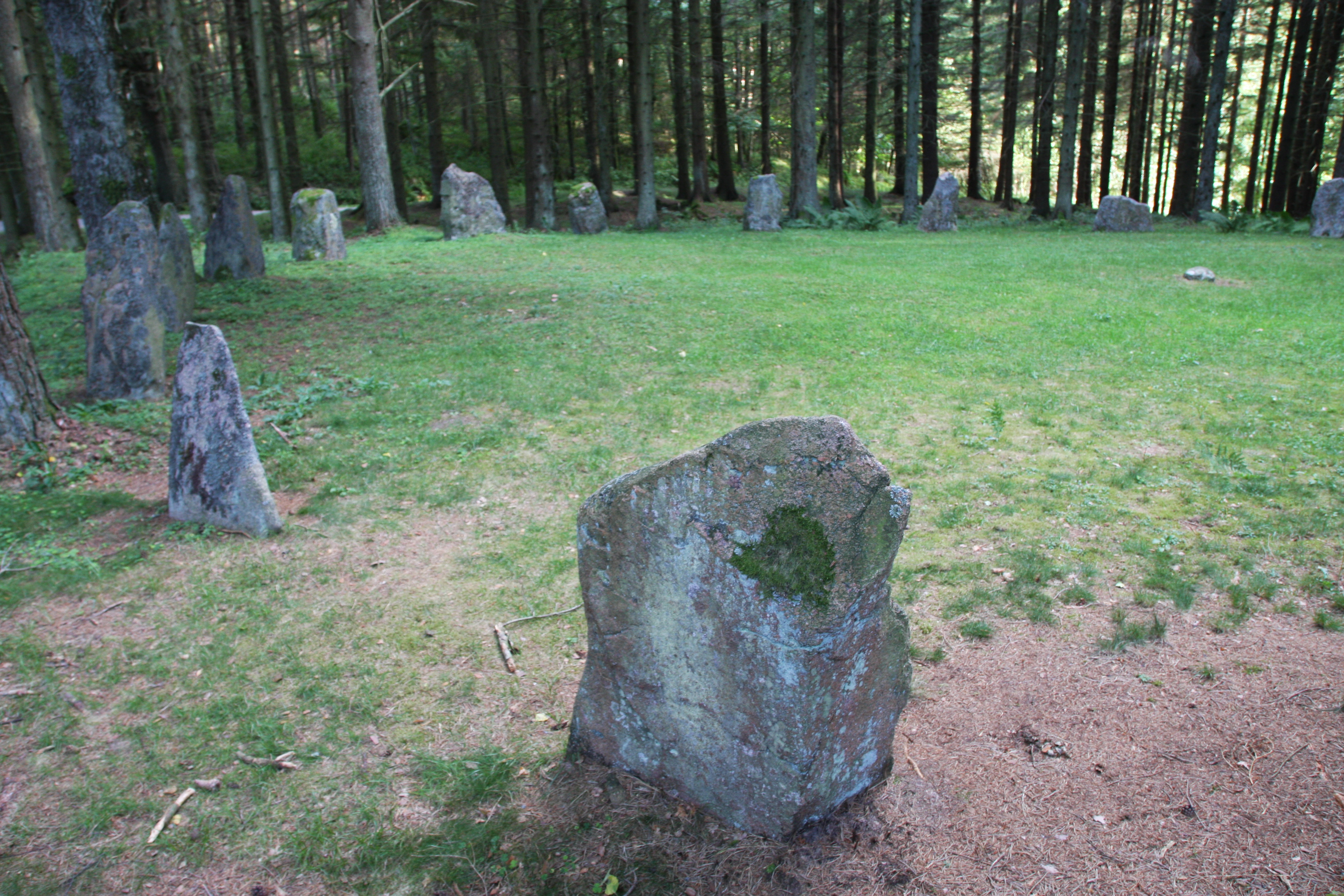
يبلغ قطر خاتم القاضي في أبرات 18 مترًا، ويتكون من 22 حجرًا. السويد

بدأ الاستيطان البشري في السويد منذ نحو عام 12,000 قبل الميلاد. إذ ينتمي أقدم الأشخاص المعروفين هناك إلى حضارة البرومي من العصر الحجري القديم المتأخر التي انبثقت من الجنوب في نهاية فترة العصر الجليدي الأخير. اتُبعت الثقافة الزراعية أثناء العصر الحجري الحديث في المناطق الجنوبية نحو عام 4,000 قبل الميلاد، إلا أنها انتشرت بشكل أكبر لاحقًا في الشمال. وفي نحو عام 1700 قبل الميلاد، بدأ العصر البرونزي الشمالي في المناطق الجنوبية، والذي ارتكز على المعادن المستوردة، وخلفه بعد ذلك العصر الحديدي قرابة عام 500 قبل الميلاد، القائم على استغلال رواسب الخام المحلية. كانت المقابر مألوفة منذ عام 200 قبل الميلاد وما بعده.
ازدادت واردات المصنوعات اليدوية الرومانية في وقت يقارب ميلاد المسيح. وامتدت الممارسات الزراعية شمالًا، وشُيدت الحدود الميدانية الدائمة بالحجارة. وأصبحت حصون التلال شائعة. عُرفت مجموعة واسعة من الأشغال المعدنية، بما في ذلك الحلي الذهبية، وذلك من فترة عصر الهجرة (نحو 400–550 ميلاديًا) وفترة عصر الفيندال (نحو 550–790 ميلاديًا).
امتد العصر الحديدي في السويد حتى نهاية عصر الفايكنج، وصاحبه إدخال العمارة الحجرية وتنصير إسكندنافيا نحو عام 1100 بعد الميلاد. كانت السجلات التاريخية حتى ذلك الحين شحيحة وغير موثوقة، وكانت تقارير تاسيتس أول تقارير رومانية معروفة عن السويد (98 ميلادية). طُوّرت الكتابة الرونية في القرن الثاني، وتُثبت الكتابات المختصرة أن سكان جنوب إسكندنافيا تحدثوا باللغة النوردية المبدأية، وهي لغة سلفية للغة السويدية الحديثة.

## العصر الحجري القديم المتأخر والعصر الحجري الحديث، 12,000-4000 قبل الميلاد
نظفت جليديات العصر الحجري القديم معظم المساحات التي جابتها وغطت الكثير منها برسوبيات العصر الرباعي العميقة. بناءً على ذلك، لا توجد مواقع أو اكتشافات معروفة من العصر الحجري القديم الأوسط في السويد. بقدر ما هو معروف في وقتنا الحالي، بدأت البلاد في حقبة ما قبل التاريخ منذ عصر الألرود الدفيء في 12,000 قبل الميلاد مع وجود معسكرات صيد تعود إلى العصر الحجري القديم لحضارة البرومي على أطراف الجليد في ما هو الآن المقاطعة الواقعة في أقصى جنوب البلاد. في أواخر حدث الدرياس الأصغر (9600 قبل الميلاد)، زار الصيادون جامعو الثمار من الشمال الألماني الساحل الغربي للسويد (بوهوسلان). يُشار إلى هذه الطائفة الثقافية عادة باسم حضارة آرنسبورغ والتي عملت في صيد الأسماك والتغليف على طول ساحل غرب السويد خلال الجولات الموسمية من القارة. في الوقت الحالي، يُشار إلى هذه الطائفة باسم حضارة الهينسباكا، وتُدعى في النرويج بطائفة حضارة الفوسنا. استمر الاستعمار مع انتقال السكان نحو الشمال الشرقي مع انحسار الجليد خلال فترة ما قبل البوريال. تشير الأدلة الأثرية واللغوية والجينية إلى وصول السكان من الجنوب الغربي أولًا، ومع مرور الوقت، التقت في منتصف الطريق بالوفود من الشمال الشرقي أيضًا.
كان الارتفاع المستمر لمنسوب للأرض مع عودة القشرة الأرضية إلى حالتها الطبيعية من الضغط الذي تعرضت له جراء الجليد من النتائج المهمة التي ترتبت على انحسار الجليد. ما زالت هذه العملية، التي كانت في الأصل سريعة جدًا، مستمرة حتى يومنا هذا. وترتب على ذلك تصنيف المواقع المحاذية للشاطئ أساسًا على طول معظم ساحل السويد بترتيب زمني حسب ارتفاعها. ففي جميع أنحاء عاصمة البلاد، على سبيل المثال، أصبحت قمم الجبال البرية المواقع الأولى لصيادي الفقم، وتتزايد تدريجيًا في وقت لاحق مع تحرك المرء نزولًا نحو البحر.
أفسح العصر الحجري القديم المتأخر المجال للمرحلة الأولى من العصر الحجري المتوسط في عام 9600 قبل الميلاد. اتسم هذا العصر، المقسّم إلى فترات ماغليموزية وكونغيموزية وإيرتيبولية، بوجود عصابات صغيرة من الصيادين وجامعي الثمار وصائدي الأسماك الذين كانوا يستخدمون الصوان ذو الحصى الدقيقة. وفي الحالات التي لم يكن فيها الصوان متاحًا بسهولة، استُخدم الكوارتز والأردواز. وفي وقت لاحق، ظهرت مستوطنات شبه دائمة لصيد الأسماك وظهور الفخار ومقابر الدفن الكبيرة.

## العصر الحجري الحديث، 4000-1700 قبل الميلاد
وصلت الزراعة وتربية الحيوانات، إلى جانب الدفن التذكاري وفؤوس الصوان المصقولة والفخار المزخرف، من القارة إلى جانب حضارة القدور القمعية في 4000 قبل الميلاد. وهو أمر مثير للجدل سواء أن حدث ذلك من خلال نشر المعرفة أو الهجرة الجماعية أو كليهما. في غضون قرن أو اثنين، أصبحت الدنمارك والثلث الجنوبي من السويد ضمن العصر الحجري الحديث، وأصبح الكثير من المنطقة مليئًا بأضرحة جندلية. تمكن المزارعون من تربية العجول لجمع الحليب من الأبقار طوال العام. احتفظ سكان ثلثي البلاد في الشمال بجوهر نمط حياة العصر الحجري الحديث في الألفية الأولى قبل الميلاد. وعلى نحو مماثل، ارتد ساحل جنوب شرق السويد من النولتة إلى اقتصاد الصيد وصيد الأسماك بعد بضعة قرون فقط، مع حضارة الخزف المحفور.
في عام 2800 قبل الميلاد، مهدت حضارة القدور القمعية الطريق لحضارة بلطة المعارك، وهي النسخة الإقليمية من ظاهرة حضارة الخزف المحزم وسط أوروبا. ومرة أخرى، يوجد خلاف حول نشر المعرفة أو الهجرة الجماعية. تعايشت شعوب حضارتي بلطة المعارك والخزف المحفورالناس بعد ذلك تعايشوا ككيانات أثرية بارزة حتى عام 2400 قبل الميلاد، عندما اندمجوا في حضارة متجانسة إلى حد ما في أواخر العصر الحجري الحديث. أنتجت هذه الحضارة أفخر أجود مصنوعات الصوان الإسكندنافية في عصور ما قبل التاريخ وآخر الأضرحة الجندلية.

## العصر البرونزي، 1700-500 قبل الميلاد
كان الثلث الجنوبي للسويد جزءًا من منطقة حضارات حفظ المخزون والزراعية في العصر البرونزي الشمالي الزراعية، وكان أغلبها مهمشًا نسبة للمركز الدنماركي الثقافي. بدأت الفترة في عام 1700 قبل الميلاد مع بداية استيراد البرونز من أيرلندا أولًا ثم بشكل متزايد من أوروبا الوسطى. ولم تجر تجربة استخراج النحاس محليًا قط خلال هذه الفترة، ولم يكن لدى إسكندنافيا أي رواسب من الصفيح، ولذلك كان يتعين استيراد جميع المعادن رغم أن أغلبها كان مصبوبًا في تصاميم محلية لدى وصولها. بدأ إنتاج الحديد محليًا قرابة نهاية هذه الفترة، فيما يبدو كنوع من السر التجاري بين العاملين في البرونز: إذ استُخدم الحديد حصرًا للأدوات اللازمة لصنع القطع البرونزية.
كان العصر البرونزي الشمالي في مرحلة ما قبل العصر الحضري، إذ سكن الأفراد في النجوع والمزارع مع منازل طويلة خشبية ذات دور واحد. وكانت الظروف الجيولوجية والطوبوغرافية مماثلة لظروف يومنا هذا، إلا أن المناخ كان أكثر اعتدالًا.
تدل حالات دفن الأفراد الأغنياء على تزايد الطبقية الاجتماعية في أوائل العصر البرونزي. ويبين الارتباط بين مقدار البرونز في المدافن وحالة عظام المتوفى الطبية أن الوضع كان متوارثًا. وتؤكد أسلحة المعارك البالية على أن هذه الفترة كانت حربية. ومن المرجح أن أهل النخبة صنعوا لأنفسهم مكانة للسيطرة على التجارة. تصف النقوش الصخرية الوفيرة في تلك الفترة سفن التجديف الطويلة، ويبدو أن هذه الصور تتطرق إلى الرحلات التجارية والمفاهيم الأسطورية. تظهر المناطق الغنية بالاكتشافات البرونزية والمناطق الغنية بالفنون الصخرية بشكل منفصل، الأمر الذي يشير إلى أن مناطق الفنون الصخرية قد تمثل بديلًا ميسور التكلفة لتلك الغنية بالبرونز.
تدور ديانة العصر البرونزي كما هو مبين في الفنون الصخرية حول الشمس والطبيعة والخصوبة والشعائر العامة. ولعبت قرابين الأراضي الرطبة دورًا مهمًا في هذا الصدد. يُظهر الجزء الأخير من الفترة بعد نحو عام 1100 قبل الميلاد العديد من التغييرات: استبدال الدفن في بالحرق في الجنائز وانخفاض استثمار الدفن بشدة واستبدال الأسلحة بالمجوهرات باعتبارها النوع الرئيسي من السلع القربانية.

## العصر الحديدي، 500 قبل الميلاد- 1100 بعد الميلاد
في غياب الاحتلال الروماني، جرى حساب العصر الحديدي في السويد على أساس الفترة التي شهدت البدء بالهندسة المعمارية الحجرية والأنظمة الرهبانية نحو عام 1100 ميلادي، ويُعتبر معظم تلك الفترة منتميًا للفجر التاريخي، أي توجد مصادر مكتوبة، إلا أن معظمها ذات مصادر أساسية منخفضة المستوى. أما قصاصات المواد المكتوبة فهي إما متأخرة كثيرًا عن الفترة المعنية أو مكتوبة في مناطق بعيدة أو محلية ومعاصرة ولكنها موجزة للغاية.